# Antoine Pauwels
Pour les articles homonymes, voir Pauwels.
Antoine Pauwels est un homme politique français né le 13 avril 1796 à Paris où il est décédé le 26 juillet 1852.

## Biographie
Antoine Pauwels suit d'abord des études médicales, avant de s'engager dans l'armée. Prisonnier à la bataille de Leipzig en 1813, il est employé comme aide-pharmacien durant sa captivité.
À son retour en France, il est décoré par le roi Louis XVIII, fonde une fabrique de produits chimiques, étudie les propriétés éclairantes de l'hydrogène et des gaz de la houille et, par l'entremise de Manuel et du duc d'Orléans, installe la première usine à gaz aux portes de Paris, à l'emplacement de l'actuel 129 rue du Faubourg-Poissonnière. Il implante une fabrique de machines à vapeur à la Goutte-d'Or (à l'emplacement de la rue de Suez et de la rue de Panama). En 1821, il applique son système au Luxembourg et dans le quartier de l'Odéon. Cette opération ayant réussi, il installa deux nouvelles usines à Ivry et à Saint-Germain, s'occupe de la construction des machines à vapeur, et livre les premiers bateaux à aubes qui firent le service de la Seine entre le Havre et Rouen.
Maire de La Chapelle, il est député de la Haute-Marne de 1839 à 1843.

## Sources
- « Antoine Pauwels », dans Adolphe Robert et Gaston Cougny, Dictionnaire des parlementaires français, Edgar Bourloton, 1889-1891 [détail de l’édition]